# العقد الدولي لثقافة السلام واللاعنف من أجل أطفال العالم
أعلنت الجمعية العامة للأمم المتحدة العقد الأول من القرن الحادي والعشرين والألفية الثالثة، السنوات من 2001 إلى 2010، العقد الدولي لثقافة السلام واللاعنف من أجل أطفال العالم. جاء ذلك في أعقاب قرارات بشأن السنة الدولية لثقافة السلام واليوم الدولي للسلام.
تقترح خطة عمل العقد ثمانية مجالات من الأنشطة للعمل من خلالها على تعزيز ثقافة السلام:
- تعزيز ثقافة السلام من خلال التعليم
- تعزيز التنمية المستدامة اقتصاديا واجتماعيا
- تعزيز احترام جميع حقوق الإنسان
- ضمان المساواة بين المرأة والرجل
- دعم المشاركة الديمقراطية
- تنمية الفهم والتسامح والتضامن
- دعم التواصل بالمشاركة وحرية التنقل والمعلومات والمعرفة
- تعزيز السلم والأمن الدوليين

في 29 تشرين الثاني/نوفمبر 2000، قررت الجمعية العامة تكليف اليونسكو بتنسيق «أنشطة مؤسسات منظومة الأمم المتحدة للترويج لثقافة السلام، وكذلك الاتصال بالمنظمات الأخرى المعنية بهذا الموضوع». في عام 2009، أقرت الجمعية العامة للأمم المتحدة، في قرار بشأن العقد الدولي لتعزيز ثقافة السلام واللاعنف لأطفال العالم، العمل الجاري لشبكة أخبار ثقافة السلام باعتباره جزءًا مهمًا من الالتزام المستمر للأمم المتحدة بثقافة السلام.

## المنظمات غير الحكومية
تم حث المنظمات غير الحكومية ومنظمات المجتمع المدني الأخرى على المساهمة في حركة عالمية لثقافة السلام وفقًا لإعلان وبرنامج العمل من أجل ثقافة السلام، الذي اعتمدته الجمعية العامة للأمم المتحدة في عام 1999. واستجابة لذلك، تضمن التقرير  المقدم إلى الأمم المتحدة في عام 2005، معلومات من 700 منظمة. في عام 2010 في ختام العقد، تم تقديم تقرير من المجتمع المدني  إلى الأمم المتحدة مع معلومات مفصلة وصور عن أعمال 1054 منظمة من أكثر من 100 دولة. هذه المعلومات هي غيض من فيض أكبر، كما يتضح من العديد من الشراكات المدرجة من قبل المنظمات المشاركة والتي يبلغ عددها عدة آلاف.
أُنشئت بعض التحالفات الوطنية للمنظمات غير الحكومية للترويج للعقد في عدة بلدان، بما في ذلك النمسا وفرنسا وإيطاليا وهولندا. قررت هذه الائتلافات الوطنية إلى جانب المنظمات الدولية تأسيس التحالف الدولي للعقد في يونيو 2003.
فيما يتعلق بعقد الأمم المتحدة هذا، في ديسمبر 1998، اعتمد مجلس الكنائس العالمي، في جمعيته الثامنة، في هراري (زمبابوي)، عقد التغلب على العنف كأحد برامجه للعقد 2000-2009.
قامت سو جيلموراي من الزمالة الإنجيلية السلمية بتأليف وتسجيل مجموعة من الأغاني لإحياء ذكرى العقد. وتتناول الأغاني مواضيع متنوعة، منها نقد استخدام الأطفال كجنود وهجوم على ترويج وتسويق أفلام وألعاب عنيفة تجاه الأطفال.

## روابط خارجية
- تنسيق ثقافة السلام في اليونسكو
- التحالف الدولي من أجل العقد
- مجلس الكنائس العالمي: عقد للتغلب على العنف
- موقع العقد لثقافة السلام
- الحرب الغريبة - قصص من أجل ثقافة السلام بقلم مارتن أور
- شبكة أخبار ثقافة السلام